# Tetanops laticeps
Tetanops laticeps är en tvåvingeart som beskrevs av Friedrich Hermann Loew 1868. Tetanops laticeps ingår i släktet Tetanops och familjen fläckflugor. Inga underarter finns listade i Catalogue of Life.